# 내 남자의 아내도 좋아
《내 남자의 아내도 좋아》(Vicky Cristina Barcelona)는 2009년에 개봉한 로맨틱 코미디 드라마 영화로, 우디 앨런이 각본과 감독을 맡았다. 두 미국인 여성 비키(리베카 홀 분)와 크리스티나(스칼릿 조핸슨 분)는 바르셀로나에서 여름을 보내던 중 예술가 후안 안토니오(하비에르 바르뎀 분)를 만나고, 그는 정신적, 감정적으로 불안정한 전 아내 마리아 엘레나(페넬로페 크루스 분)를 여전히 사랑하면서도 비키와 크리스티나 둘 모두에게 매료된다. 스페인 바르셀로나, 아빌레스, 오비에도에서 촬영되었으며, 앨런이 미국 밖에서 찍은 네 번째 영화이기도 하다.
제61회 칸 영화제에서 전 세계 최초로 상영되었으며, 미국에서 2008년 8월 15일 개봉하였다. 대한민국에서는 2009년 4월 15일 개봉하였고, 2009년 6월 27일 일본에서 개봉하는 등 다른 여러 나라의 극장에도 걸렸다.
2008년 제66회 골든 글로브상에서 바르뎀, 홀, 크루스가 각각 뮤지컬·코미디 영화 부문의 남우 주연상, 여우 주연상, 여우 조연상 후보에 오르고, 영화는 뮤지컬·코미디 영화 부문 작품상을 받았다. 크루스는 제81회 아카데미상 여우 조연상과 제62회 영국 아카데미 영화상 여우 조연상도 수상하였다.

## 줄거리
여름 휴가차 바르셀로나에 사는 비키의 먼 친척 주디의 집을 방문한 미국 여성 비키와 크리스티나는 각자 사랑에 대한 다른 관점을 가지고 있다. 약혼자가 있는 비키는 안정적인 사랑을 추구하는 반면, 크리스티나는 자유분방하며 자신이 삶이나 사랑에서 무엇을 원하는지 확신하지 못한다.
미술 전시회에서 만난 매력적인 화가 후안 안토니오는 두 여성에게 모두 관심을 보인다. 그는 전처인 마리아 엘레나와 불안정한 관계를 유지하고 있음에도 불구하고, 비키와 크리스티나에게 함께 오비에도로 여행을 떠나자고 제안한다. 처음에는 망설이던 비키도 결국 크리스티나를 따라나선다.
여행 중 크리스티나는 후안 안토니오의 제안에 바로 응해 잠자리를 갖지만 비키는 약혼자를 이유로 거절한다. 그러나 크리스티나가 식중독으로 앓아 누운 사이 비키는 후안 안토니오의 복잡한 과거와 내면에 끌리게 되고, 그의 유혹에 넘어가 역시 함께 하룻밤을 보낸다. 죄책감을 느낀 비키는 이 사실을 크리스티나에게 숨기고, 둘 사이는 점점 멀어진다.
크리스티나가 후안 안토니오와 연인 관계로 발전해 동거를 하던 중 후안 안토니오는 마리아 엘레나가 자살 시도를 했다는 걸 알게 되자 그녀를 집으로 데려온다. 크리스티나는 처음엔 항의하지만 곧 크리스티나와 마리아 엘레나는 서로에게 호감을 느낀다. 마리아 엘레나는 크리스티나가 자신과 후안 안토니오의 관계에 균형과 안정감을 주는 요소로 작용할 거라고 보고, 세 사람은 서로가 서로에게 연애 감정을 갖는 묘한 삼각관계에 빠진다.
한편 비키는 스페인으로 온 약혼자와 결혼하지만, 크리스티나의 자유로운 삶을 질투하며 후안 안토니오에게 여전히 끌리는 자신을 발견한다. 비키는 역시 불행한 결혼 생활을 하고 있는 주디에게 상황을 털어 놓고, 주디는 비키와 후안 안토니오를 다시 엮어 주려 한다. 크리스티나는 관계에 싫증을 느껴 후안 안토니오와 마리아 엘레나를 떠나고, 이에 둘의 관계는 다시 파탄이 난다.
여름이 끝나갈 무렵 비키는 주디의 계획대로 후안 안토니오와 재회하고 다시 한번 그의 유혹에 넘어간다. 하지만 막 잠자리를 가지려는 순간 마리아 엘레나가 총을 들고 나타나 난동을 부리고, 이 과정에서 비키는 손에 총상을 입는다. 공포에 질린 비키는 이 모든 것이 미친 짓이라 외치며 후안 안토니오에게서 도망치듯 떠난다.
비키는 크리스티나에게 모든 사실을 고백하고, 크리스티나는 비키가 후안 안토니오에게 마음이 있던 것을 알지 못했던 것에 대해 안타까워한다. 결국 비키, 크리스티나, 비키의 남편은 각자의 삶으로 돌아간다. 비키의 남편은 자신의 뒤에서 벌어진 일들을 전혀 알지 못하고, 비키는 결혼 생활을 이어가지만 불만족스럽고, 크리스티나는 여전히 삶과 사랑에 대한 답을 찾지 못한 채 방황한다.

## 출연진
- 하비에르 바르뎀 - 후안 안토니오 곤살로 역
- 스칼릿 조핸슨 - 크리스티나 역
- 리베카 홀 - 비키 역
- 페넬로페 크루스 - 마리아 엘레나 역
- 퍼트리샤 클라크슨 - 주디 내시 역: 비키의 먼 친척.
- 케빈 던 - 마크 내시 역
- 크리스 메시나 - 더그 역: 비키의 약혼자.
- 파블로 슈라이버 - 벤 역
- 캐리 프레스턴 - 샐리 역
- 잭 오스 - 애덤 역
- 크리스토퍼 에번 웰치 - 해설